# Nauclea latifolia

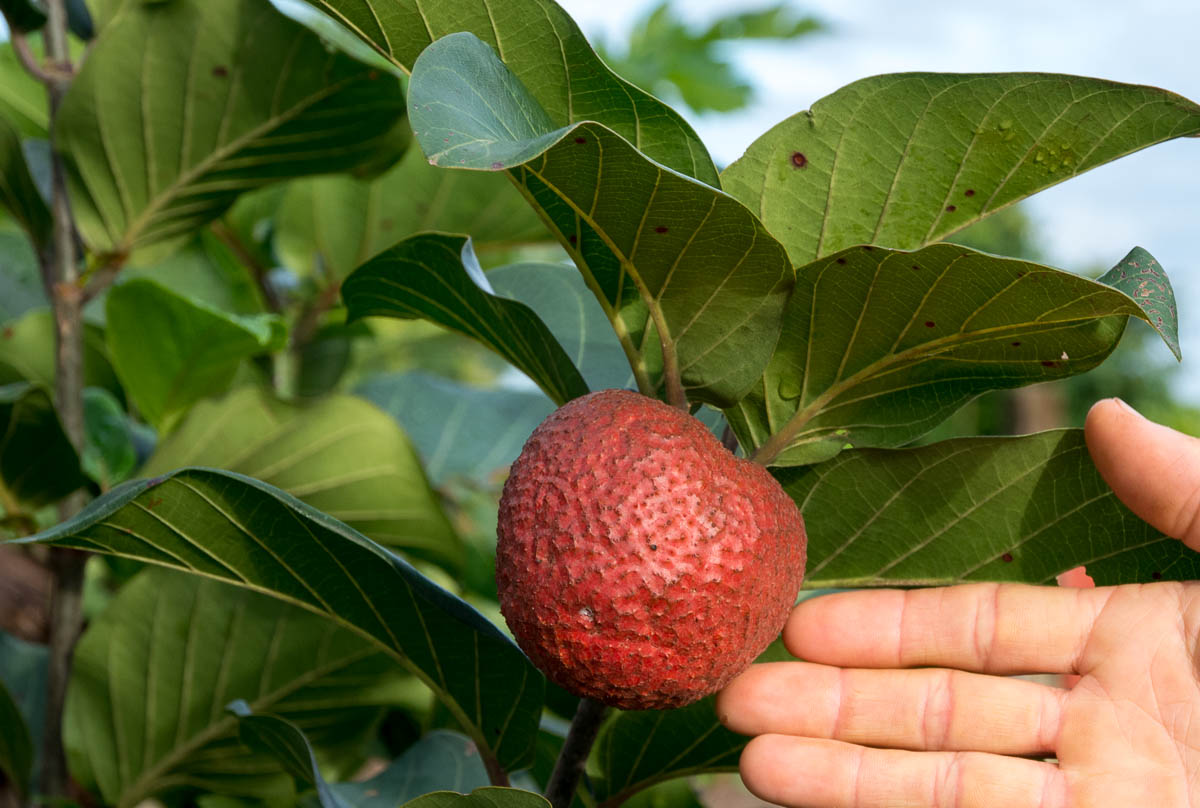
Frucht von Nauclea latifolia

Nauclea latifolia ist ein Baum oder Strauch in der Familie der Rötegewächse aus West- und Zentral- bis Ostafrika.

## Beschreibung
Nauclea latifolia wächst als meist immergrüner, kleiner Baum oder Strauch bis 6–12 Meter hoch. Die Borke ist rissig und bräunlich.
Die einfachen, fast kahlen und leicht ledrigen, dunkelgrünen Laubblätter sind gegenständig. Sie sind rundlich bis eiförmig, -lanzettlich oder elliptisch, länglich bis verkehrt-eiförmig. Der Blattstiel ist oft rötlich bis violett und bis 2 Zentimeter lang. Der Blattrand ist ganz und die Spitze ist bespitzt bis spitz. Die unterseits leicht erhabene Nervatur ist gefiedert und heller bis an der Basis rötlich bis violett. Es sind teilweise haltbare, kleine, rötliche und eiförmige, spitze, interpetiolare Nebenblätter vorhanden. Die Nebenblätter stehen auch, wie auch rötliche und reduzierte Blätter unter dem Blütenstand. Es können an den sekundären Adern der Nervatur Domatien vorhanden sein.
Der kugelige, gestielte und vielblütige Blütenstand ist endständig und etwa 4–5 Zentimeter groß. Der Blütenstandsstiel ist bis 2–2,5 Zentimeter lang. Die weißlichen bis gelblichen und orangen und trompetenförmigen, zwittrigen und angenehm duftenden Blüten sind fünfzählig mit doppelter Blütenhülle. Die kleinen Blüten sind untereinander am Kelch und Fruchtknoten verwachsen. Der kleine, haarige Kelch ist verwachsen mit 5 kleinen und ungleichen Zipfeln und mit 5 abfallenden und keulenförmigen, leicht haarigen Anhängseln. Die Kronröhre ist zuerst lang und schmal, dann trichterförmig mit dachziegelig angeordneten und abgerundeten Lappen. Die 5 kurzen Staubblätter, mit kurzen Staubfäden, sitzen innen im Trichter am Schlund der Krone. Der zweikammerige Fruchtknoten ist unterständig. Der weiße bis gelbliche Griffel ist lang und weit vorstehend, mit einer weißen, kegel- bis spindelförmigen Narbe.
Die kugeligen, fleischigen und roten Fruchtverbände sind etwa 5–8 Zentimeter groß. Die Schale ist grubig, höckrig mit fünfeckigen Vertiefungen. Die vielen rundlichen, netzartig-grubigen Samen sind etwa 1 Millimeter groß.

## Verbreitung
Nauclea latifolia kommt vom tropischen Westafrika bis Äthiopien und dem nordwestlichen Angola vor.

## Systematik
Die Erstbeschreibung als Nauclea latifolia erfolgte 1813 (1819) durch James Edward Smith in A. Rees, The Cyclopædia.… 24: (unter NAU). Synonyme sind Cephalina esculenta (Afzel. ex Sabine) Schumach. & Thonn., Nauclea esculenta (Afzel. ex Sabine) Merr., Nauclea sambucina T.Winterb., Sarcocephalus esculentus Afzel. ex Sabine, Sarcocephalus russeggeri Kotschy ex Schweinf., Sarcocephalus latifolius (Sm.) E.A.Bruce und Sarcocephalus sambucinus K.Schum.

## Verwendung
Die Früchte werden roh gegessen und die Blütenköpfe gekocht als Gemüse.